# Кошничари
Кошнича́ри (болг. Кошничари) — село в Тирговиштській області Болгарії. Входить до складу общини Тирговиште.

## Населення
За даними перепису населення 2011 року у селі проживали 74 особи.
Національний склад населення села:
| Національність   | Кількість осіб | Відсоток |
| ---------------- | -------------- | -------- |
| болгари          | 57             | 77,0%    |
| турки            | 15             | 20,3%    |
| не визначились   | 0              | 0%       |
| Всього відповіли | 74             |          |

Розподіл населення за віком у 2011 році:
Динаміка населення: